# Synoicum polygyna
Synoicum polygyna is een zakpijpensoort uit de familie van de Polyclinidae. De wetenschappelijke naam van de soort werd in 1980 voor het eerst geldig gepubliceerd door Claude en Françoise Monniot.